# 宇都宮彗星 (C/1997 T1)
宇都宮彗星（うつのみやすいせい、英語: Comet Utsunomiya、仮符号:C/1997 T1）は、1997年に出現した軌道が放物線軌道に近い楕円軌道の長周期彗星。

## 発見
1997年10月3日22時過ぎ（JST）、熊本県のアマチュア天文家宇都宮章吾は私設観測所で彗星捜索中、ケフェウス座に10.5等級・視直径2分角の中央集光のある彗星状天体を発見した。フジノンの15cm・25倍の大型双眼鏡を用いた眼視発見であった。5～6分で雲がかかり移動を確認できなかったため（翌日は悪天候だったため）翌々日の5日夜、発見位置から4度移動している同天体を再発見し、さらに1時間ほど移動を確認して新彗星として報告した。
新彗星は小林隆男や小島卓雄など日本の天文学者のほかクレチ天文台のJana Tichá、ミロシュ・チヒーら各地の観測者によって確認され、同月5日には天文電報中央局から新彗星の発見が公表された。

### 発見時の話題
最初の発見時、彗星の核と重なるようにもう1つの星が見えていたため、連星かもしれないと思い、5日の夜までこの天体のことは忘れていたという。
宇都宮にとって新彗星の発見は1975年の佐藤彗星 (C/1975 X1)の独立発見、1995年の122P/デヴィコ彗星の再発見以来3個目で、名前が付いたものとしては初めてであった。
日本人による新彗星の発見は1986年の浦田・新島彗星以来11年間毎年続いていたが、この発見を最後に2000年まで一旦途絶える。

## 出現
1997年10月3日の発見時、彗星は地球から1.04au、太陽から1.68auの位置にあり北天のケフェウス座で西に1日あたり2度の高速で移動中であった。彗星はこのあとこと座、ヘルクレス座へと移動し、近日点を通過した同年12月まで10等級前後の明るさで観測された。集光があり短い尾も観測された。翌1998年6月18日に18.5等で観測されたのが最後である。